# Jean François Clément Morand
Pour les articles homonymes, voir Morand.
Jean François Clément Morand est un médecin et scientifique français, directeur et bibliothécaire de l'Académie des sciences, professeur au Collège de France, né le 28 avril 1726 à Paris où il est mort le 13 août 1784. 
Il a été le médecin de Stanislas, roi de Pologne, duc de Lorraine. 

## Biographie
Fils du célèbre chirurgien Sauveur-François Morand et de Marie-Clémence Guerin. 
Il est reçu docteur à Paris en 1750, il pratiqua peu la médecine, préférant s'occuper de recherches scientifiques. Morand devint membre (1759), puis bibliothécaire de l'Académie des sciences, et fit partie des principales sociétés savantes de l'Europe. 
Il s'occupa principalement des faits singuliers que présente le domaine scientifique. Tous les sujets lui étaient bons ; aussi trouve-t-on de lui, dans le recueil de l'Académie des sciences et dans quelques autres, la collection la plus bigarrée de mémoires sur les questions les plus diverses : sur des analyses d'eaux, minérales, sur les effets de remèdes nouveaux, sur l'usage de nouveaux instruments de chirurgie, sur quelques maladies extraordinaires, sur la botanique, sur la météorologie, sur diverses antiquités, sur l'exploitation des mines de charbon de terre, etc.

## Œuvres et publications
- Histoire de la maladie singulière et de l'examen du cadavre d'une femme, devenue en peu de temps toute contrefaite par un ramollissement général des os, Paris, Quillau, 1752, Texte intégral.
- Lettre de M. Morand, ... à M. Le Roy, sur l'histoire de la femme Supiot, Paris, Quillau, 1753, Texte intégral.
- Eclaircissement abregé sur la maladie d'une fille de St. Geosmes, E. Bonnin, 1754.
- « Mémoire sur les eaux thermales de Bains en Lorraine », Recueil périodique d'observations de médecine, de chirurgie et de pharmacie, p. 114, éd. Vincent, Paris, janvier 1757.
- Nouvelle description des grottes d'Arci, en Bourgogne, [S. l.],  16 p. ; in-8  1752, in-12, lire en ligne sur Gallica.
- L'Héroïsme se transmet-il du père aux enfants ?, 1757, in-4°.
- Du charbon de terre et de ses mines, 1769, in-fol.
- Mémoires sur la nature, les effets, propriétés, & avantages du feu de charbon de terre apprêté , pour être employé commodément, économiquement, & sans inconvénient, au chauffage, & à tous les usages domestiques, [Avec figures en taille-douce], Paris, chez Delalain, libraire, rue & à côté de la Comédie françoise, 1770, lire en ligne sur Gallica.
- (la) De peritissimi et clarissimi parentis morte mœrentis, epistola ad omnes academias quæ patrem in gremium asciverant, Quillau, Paris, 1774, lire en ligne sur Gallica.
  - Lettre traduite du latin sur feu M. Morand, adressée aux différentes académies des pays étrangers, dont il était, 1774 lire en ligne sur Gallica
- L'Art d'exploiter les mines de charbon de terre, 1768-1779, 6 parties in-folio, Texte intégral et lire en ligne sur Gallica.
- Mémoire sur les vers de truffes et sur les mouches qui en proviennent, impr. royale, 1785.